# Slaget ved Halidon Hill
Slaget ved Halidon Hill fandt sted den 19. juli 1333 og var et vigtigt slag i den skotske uafhængighedskrig. Skotske styrker under kommando af sir Archibald Douglas led et katastrofalt nederlag på grund af et ufordelagtigt terræn, mens de forsøgte at hjælpe den belejrede by Berwick-upon-Tweed.

## Baggrund
Edvard Balliol blev kronet som skotternes konge i 1332, men tilhængerne af David II af Skotland tvang ham ganske snart ud af landet. Efter at have tabt Arran blev det rapporteret, at han flygtede næsten nøgen over grænsen.
Balliol kom tilbage i løbet af foråret 1333 med en engelsk hærstyrke. Han havde appelleret til kong Edvard III af England, og den unge konge accepterede at hjælpe ham, eftersom de sidste grænsekonflikter i praksis havde brudt vilkårene i Edinburgh-Northampton-traktaten. Hærstyrken nåede Durham den 1. april og begyndte at belejre Berwick-upon-Tweed den 12. april. Efter to måneders belejring, hvilket ikke var usædvanligt, besluttede forsvarsstyrken i Berwick at overgive sig den 20. juli, hvis den ikke fik hjælp inden.
Sir Alexander Sutton (eventuelt Seton) overgav sine to sønner til Edvard som garanti for aftalen om overgivelse. De to drenge blev hængt.
Efter at have afbrudt forsøget på at fange dronning Philippa (kong Edvard III's hustru) ved at erobre Bamburgh Castle, kom sir Archibald Douglas, vogteren på vegne af kong David II, fra Northumberland og krydsede floden Tweed for at hjælpe byen Berwick. Han havde med sig en hærstyrke på 13.000 mand mod den engelske styrke på omkring 10.000 mand, som stillede sig op på toppen af Halidon Hill.

## Slaget
Slaget rasede hele dagen den 19. juli og var en lang nedslagtning af de skotske soldater. I modsætning til Bannockburn var det denne gang skotterne, som havde terrænet imod sig. De måtte vade gennem mudder og derefter klatre op ad bakken mod toppen, hvor engelskmændene ventede. Skotterne blev lette e mål for de engelske bueskytter. Ved at angribe en masse blev over 500 skotske adelsmænd dræbt, herunder Archibald Douglas selv, og mere end 4.000 fodsoldater. Endnu flere blev dræbt, da det engelske kavaleri endelig angreb og jagede de skotske soldater fra slagmarken. De engelske tab siges at være på 15 mand.
Englænderne genoptog derefter belejringen af Berwick, og byen overgav sig kort efter.